# Port Hawkesbury (Nova Escócia)
Port Hawkesbury é um município localizado na província da Nova Escócia, no leste do Canadá.  Sua população é de 3,214 habitantes.